# Вотадины
Вотадины (Wotādīnī, Votādīnī) — кельтское племя, обитавшее в эпоху железного века на юго-западе современной Шотландии и северо-западе современной Англии.
Во II веке земли вотадинов входили в состав римской провинции Британия. Главное поселение племени располагалось, вероятно, на скалистом холме Трапрайн-Лоу (находится на территории современной области Восточный Лотиан в 6 км от города Хаддингтон), затем в начале V века столица была перенесена на 32,2 км западнее в Дин-Эйдин. Впоследствии из этого древнего поселения разросся современный город Эдинбург.
Потомки вотадинов основали древнее королевство Гододин.

## Правители
- Афалах Бригантский (54-10 до н.э.)
- Оуэн ап Афалах (10до н.э.-25 н.э.)
- Приден ап Оуэн (25-60)
- Дубин ап Приден (60-95)
- Эуфин ап Дубин (95-130)
- Анурид ап Эуфин (130-165)
- Гирдифн ап Анурид (165-200)
- Гирдол ап Гирдифн (200-235)
- Гиркен ап Гирдол (235-270)
- Тацит ап Кейн (270-305) сын Кейна ап Гиркена
- Падарн ап Тацит (305-340)
- Эдерн ап Падарн (340-375?)
- Кунеда ап Эдерн (375?-)